# Орден Слави (Вірменія)

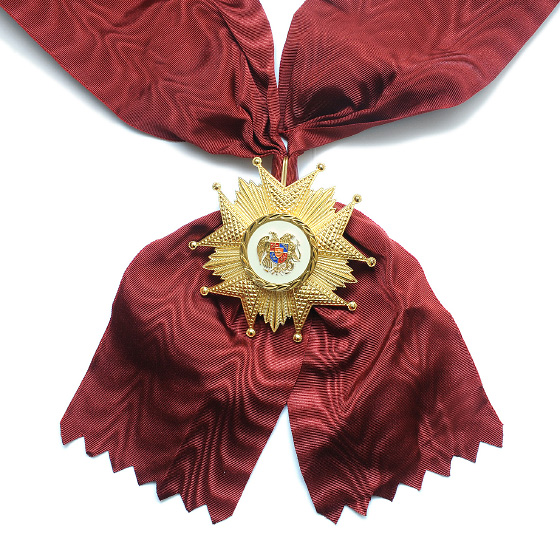
Орден Слави

Орден Слави — державна нагорода Республіки Вірменії.

## Історія
Орден Слави заснований згідно з законом Вірменії від 22 грудня 2010 року. Нагороду присуджують «за значний внесок у справу зміцнення і розвитку міждержавних відносин, збереження миру і міжнародної безпеки, захисту прав і фундаментальних свобод людини, за діяльність, що сприяє розвитку економічних зв'язків, збереженню духовно-культурних цінностей». Орден призначений для нагороди глав держав і урядів зарубіжних країн, керівників міжнародних організацій, духовних лідерів (релігійних діячів).
Спочатку для нагородження іноземців у Вірменії використовувався Орден Пошани, прийнятий у 2000 році, але з установою Ордена Слави, його статут був змінений, і ним стали нагороджуватися і громадяни Вірменії.

## Опис
Знак цього ордена являє собою позолочений п'ятикутний мальтійський хрест, на якій вміщено зображення державного герба Республіки Вірменії. Основа Ордена Слави повторює знак Великого хреста Ордена Почесного легіону Франції. Як і більшість державних нагород Вірменії, орден виготовлений на Санкт-Петербурзькому монетному дворі.

## Черговість
Орден Слави носиться на лівій стороні грудей після Ордена Бойового Хреста.

## Лауреати
Першим кавлером Ордена Слави став Президент Росії Дмитро Медведєв. В указі Президента Вірменії Сержа Саргсяна від 4 жовтня 2011 року зазначено, що Дмитро Медведєв удостоєний цієї державної нагороди «за великий особистий внесок у справу зміцнення традиційно дружніх зв'язків між народами Вірменії та Росії, поглиблення і розширення відносин стратегічного партнерства між Республікою Вірменією та Російською Федерацією, а також збереження миру і міжнародної безпеки».
Другим кавалером став Президент Франції Ніколя Саркозі. Президент Вірменії Серж Саргсян нагородив його цією нагородою за великий особистий внесок у зміцнення традиційних вірмено-французьких дружніх відносин, поглиблення і розширення всебічного співробітництва між Вірменією та Францією, а також за захист миру та міжнародної безпеки.